# Monika Mauch
Monika Mauch (Geislingen an der Steige) is een Duitse sopraan gespecialiseerd in Middeleeuwse muziek en barok.
Mauch kreeg haar opleiding aan de Staatshogeschool voor Muziek in Trossingen van Richard Wistreich. Daarna studeerde ze verder in Parijs. Inmiddels heeft Mauch zelf masterclasses gegeven in onder meer Lissabon, Jeruzalem en Innsbruck.
Haar discografie, ontstaan vanaf circa 1998, bevat veel muziekalbums waarbij ze optreedt met derden waaronder het Ricercar Ensemble en het befaamde Hilliard Ensemble. Vanaf 2002 trad ze samen op met luitist Nigel North, met in 2008 als resultaat het album Musical Banquet. Ze is docent barokzang aan het Conservatorium van Straatsburg.

## Discografie
- 2008: A Musical Banquet